# 스카이 ICT
스카이 ICT(Sky ICT)는 대한민국의 방송채널 사용사업자인 스카이라이프티브이가 운영하는 과학 및 정보기술 전문 텔레비전 채널이다.

## 연혁
- 2011년 10월 19일 : 방송통신위원회로부터 방송채널 사용사업의 등록을 승인받음.[1]
- 2011년 12월 12일 : 채널 IT로 개국.
- 2012년 1월 1일 : 스카이라이프를 통한 SDTV 채널의 송신을 개시.
- 2012년 8월 16일 : C&M을 통한 디지털 케이블 TV 채널의 송신을 개시.
- 2014년 8월 1일 : 채널 이름을 스카이 ICT로 변경.
- 2019년 4월 30일 : 만성 운영 적자와 더불어 채널 수익 하락에 따라 채널이 매각 처분하게 되면서 개국. 이후에는 채널명이 위라이크(WeLike)로 변경.

## 프로그램
- 생방송 스마트 쇼
- 거의 모든 IT의 역사와 미래
- IT 인간을 꿈꾸다
- 스마트 버스
- IT 스타일
- IT 다빈치 프로젝트
- 트루N쇼
- BBC 클릭
- 테크 토이
- IT 멘토스
- 파퓰러 사이언스
- 사이언스 오브 무비
- 겟 커넥티드
- 세상을 바꾸는 시간 15분
- 우주의 진실 혹은 거짓
- SF 예언자들
- 앱 센트럴
- 형태근의 토크 IT
- 스마트 쇼 Q
- 타이드 인사이트
- BBC 호라이즌
- IT 스퀘어

## 같이 보기
- 관련 항목 : skyTV
- 후신 채널 : 위라이크